# Angeja
Angeja is een plaats (freguesia) in de Portugese gemeente Albergaria-a-Velha en telt 2320 inwoners (2001).